# Comuna de Krośniewice
Krośniewice (polaco: Gmina Krośniewice) é uma gminy (comuna) na Polónia, na voivodia de Lodz e no condado de Kutnowski. A sede do condado é a cidade de Krośniewice.
De acordo com os censos de 2004, a comuna tem 9161 habitantes, com uma densidade 96,8 hab/km².

## Área
Estende-se por uma área de 94,65 km², incluindo:
- área agricola: 89%
- área florestal: 3%

## Demografia
Dados de 30 de Junho 2004:
|                      | Total   | Total | Mulheres | Mulheres | Homens  | Homens |
| -------------------- | ------- | ----- | -------- | -------- | ------- | ------ |
|                      | pessoas | %     | pessoas  | %        | pessoas | %      |
| População            | 9161    | 100   | 4704     | 51,3     | 4457    | 48,7   |
| Densidade (pop./km²) | 96,8    | 100   | 49,7     | 49,7     | 47,1    | 47,1   |

De acordo com dados de 2002, o rendimento médio per capita ascendia a 1388,28 zł.

## Comunas vizinhas
- Chodów, Daszyna, Dąbrowice, Kutno, Nowe Ostrowy